# Жакен, Йозеф Франц фон
Йозеф Франц фон Жакен (нем. Joseph Franz von Jacquin или нем. Joseph Franz Freiherr von Jacquin, 7 февраля 1766 — 9 декабря 1839) — австрийский ботаник, химик, профессор химии и ботаники.

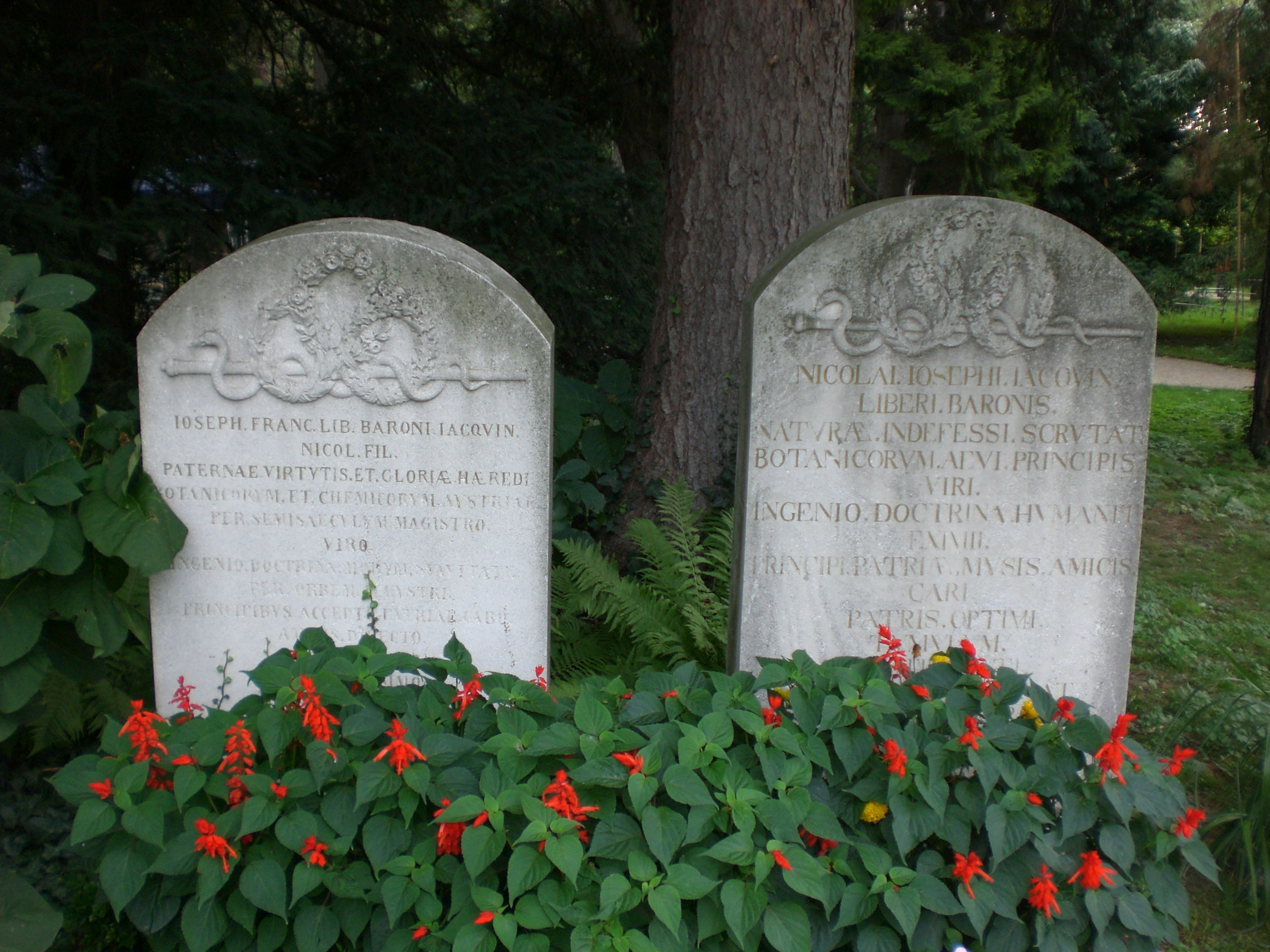
Мемориалы Жакена и его отца в Ботаническом саду Венского университета

## Биография
Йозеф Франц фон Жакен родился в городе Банска-Штьявница 7 февраля 1766 года.
Сын австрийского учёного Николауса Йозефа фон Жакена (1727 — 1817). Йозеф Франц фон Жакен изучал медицину в Вене, где он получил учёную степень доктора наук в 1788 году. В 1791 году Жакен стал профессором химии и ботаники. В 1797 году он стал преемником своего отца как руководитель Ботанического сада в Вене, который увеличивался под его руководством.
Йозеф Франц фон Жакен умер в Вене 9 декабря 1839 года.

## Научная деятельность
Йозеф Франц фон Жакен специализировался на семенных растениях.

## Научные работы
- Jacquin, J.F. Lehrbuch der allgemeinen und medicinischen Chymie zum Gebrauche seiner Vorlesungen. C.F. Wappler, Wien 1798.
- Jacquin, J.F., E. Fenzl & I. Schreibers. Eclogae plantarum rariorum aut minus cognitarum : quas ad vivum descripsit et iconibus coloratis illustravit. A. Strauss, Wien, 1811—1844[4].
- Jacquin, J.F., E. Fenzl & I. Schreibers. Eclogae graminum rariorum aut minus cognitarum : quae ad vivum descripsit et iconibus coloratis illustravit. A. Strauss et Sommer, Wien, 1813—1844.
- Jacquin, J. F. Ueber den Ginkgo, Carl Gerold, Wien, 1819.